# شهرداری ویسیت
شهرداری ویسیت (به لاتین: Viesīte Municipality) یک شهرداری در لتونی است. شهرداری ویسیت ۴٬۷۰۵ نفر جمعیت دارد.